# جاک حکیم
جاک حکیم (انگلیسی: Jack Hakim؛ زادهٔ ۱۰ اکتبر ۱۹۳۱) بازیکن واترپلو اهل مصر بود.